# Saison 4 de Dr House
Chronologie
Saison 3 Saison 5
La quatrième saison de la série télévisée américaine Dr House comporte 16 épisodes diffusés du 25 septembre 2007 au 19 mai 2008.
En raison de la grève de la Writers Guild of America de 2007, cette saison ne contient que seize épisodes au lieu des 24 initialement prévus.

## Distribution

### Acteurs principaux
- Hugh Laurie (VF : Féodor Atkine) : Dr Gregory House
- Lisa Edelstein (VF : Frédérique Tirmont) : Dre Lisa Cuddy
- Omar Epps (VF : Lucien Jean-Baptiste) : Dr Eric Foreman (15 épisodes)
- Robert Sean Leonard (VF : Pierre Tessier) : Dr James Wilson
- Jennifer Morrison (VF : Cathy Diraison) : Dre Allison Cameron (13 épisodes)
- Jesse Spencer (VF : Guillaume Lebon) : Dr Robert Chase (13 épisodes)
- Peter Jacobson (VF : Patrick Osmond) : Dr Chris Taub[1] (15 épisodes)
- Kal Penn (VF : Nessym Guetat) : Dr Lawrence Kutner[1] (15 épisodes)
- Olivia Wilde (VF : Caroline Pascal) : Dre Remy Hadley, dite numéro 13[1] (15 épisodes)

### Acteurs récurrents
- Anne Dudek (VF : Laura Blanc) : Dre Amber Volakis (14 épisodes)
- Edi Gathegi (VF : Stéphane Ronchewski) : Dr Jeffrey Cole (7 épisodes)
- Andy Comeau (en) : Dr Travis Brennan (5 épisodes)
- Carmen Argenziano : Henry Dobson (3 épisodes)
- Bobbin Bergstrom : infirmière

### Invités
- Frank Whaley : James / M. X (épisode 5)
- Thomas F. Wilson : Lou (épisode 6)
- Michael Michele : Dr Samira Terzi (épisodes 6 et 7)
- Michael Whaley (en) : Joe (épisode 7)
- Steve Valentine : Flynn (épisode 8)
- Jeremy Renner : Jimmy Quidd (épisode 9)
- Janel Moloney : Maggie (épisode 10)
- Mira Sorvino : Dre Cate Milton (épisode 11)
- Laura Silverman (en) : Roz (épisode 12)
- Fred Durst : Barman (épisodes 15 et 16)

## Résumé de la saison
House, sans équipe depuis que Foreman et Cameron ont démissionné et qu'il a renvoyé Chase, finit par se rendre compte que la solitude ne lui apporte pas de réponse. Il décide donc d'engager une nouvelle équipe.
Pour ce faire, il commence une campagne de recrutement parmi une centaine de candidats et leur demande de réaliser les diagnostics des différents épisodes. Il élimine les candidats les uns après les autres avec autant de sarcasmes que de diagnostics; ils sont en proie à toutes sortes de défis. Finalement, il retient Chris Taub, un ancien chirurgien esthétique, Lawrence Kutner, un médecin du sport, et Remy Hadley, qu'il appelle numéro 13 en rapport à son dossard lors du recrutement.
Parmi les candidats, Wilson trouvera l'âme sœur : Amber Volakis, la dernière recalée. Cette relation déplaît à House et commence une joute entre ces deux derniers.
La saison se conclut par le décès d'Amber à la suite d'un accident de bus dans lequel elle fut impliquée à cause de House.

## Épisodes
1. Tout seul
2. Le boulot de ses rêves
3. 97 secondes
4. Les revenants
5. Le Syndrome du miroir
6. Espion et mensonge
7. La Belle et la bête
8. Les Dessous des cartes
9. Les jeux sont faits
10. Pieux mensonge
11. Celle qui venait du froid
12. Virage à 180
13. Trop gentil pour être vrai
14. Pour l'amour du soap
15. Dans la tête de House…
16. … Dans le cœur de Wilson

### Épisode 1:Tout seul
- États-Unis /  Canada : 25 septembre 2007 sur FOX[2] / Global[3]
- Belgique : 29 avril 2008 sur RTL-TVi
- Suisse : 21 août 2008 sur TSR1
- Québec : automne 2008 sur Mystère
- France : 18 février 2009 sur TF1

- États-Unis : 14,52 millions de téléspectateurs[4] (première diffusion)

- Liliya Toneva (Liz)
- Kay Lenz (Mme Bradberry)
- Conor Dubin (Ben)
- Bevin Prince (Megan)
- Pat Millicano (Leon)
- Kathryn Adams (Jeune femme Docteur)
- Ken Takemoto (Sam Lee)
- Leo Vargas (Infirmier)
- Maurice Godin (Dr Hourani)
- Xhercis (Imelda)
- Shannon McClung (Doug)
- Bobbin Bergstrom (Infirmière)

Après l'effondrement d'un immeuble, House doit rapidement diagnostiquer Megan, une jeune rescapée. Seul et sans équipe, House se fait aider d'un homme de ménage pour son diagnostic. Cuddy propose un pari à House : s'il résout le cas tout seul, ce sera la preuve qu'il n'a pas besoin d'équipe. Pendant que House soigne la patiente, Wilson a kidnappé la guitare électrique de House et il ne la lui rendra que s'il accepte d'engager une nouvelle équipe. Après plusieurs analyses, House prétend que Megan est sous antidépresseurs et alcoolique, des affirmations niées par son petit ami. Puis il découvre, lors d'une chirurgie, qu'elle a fait un avortement, et qu'elle prend la pilule. Cuddy suspecte une allergie à la céphalosporine, confirmée par House, mais Megan n'est pas allergique d'après sa mère et son dossier.

### Épisode 2:Le Boulot de ses rêves
- États-Unis : 2 octobre 2007 sur FOX
- Belgique : 29 avril 2008 sur RTL-TVi
- Suisse : 21 août 2008 sur TSR1
- France : 18 février 2009 sur TF1

- États-Unis : 17,44 millions de téléspectateurs[5] (première diffusion)

- Essence Atkins (Greta)
- Anne Dudek (Amber)
- Olivia Wilde (Numéro Treize)
- Peter Jacobson (Taub)
- Kal Penn (Kutner)
- Heather Fox (Ashka)
- Jonathan Sadowski (Mason)
- Carmen Argenziano (Henry)
- Edi Gathegi (Cole)
- Jason Manuel Olazabal (O'Reilly)
- Andy Comeau (Brennan)
- Meera Simhan (Jody)
- Melinda Dahl (Jumelle 15A)
- Caitlin Dahl (Jumelle 15B)
- Kathryn Adams (Numéro 23)
- Larkin Campbell (Dave)
- Jaimarie Bjorge (Belle Doctoresse)
- Bobbin Bergstrom (Infirmière)

Greta, capitaine dans l'armée de l'air souhaitant intégrer la NASA, souffre de synesthésies (en fait un phénomène neurologique non pathologique) alors qu'elle pilote un prototype en simulation.
Forcé de former une nouvelle équipe, House rassemble 40 prétendants mis en concurrence. Ce mode de recrutement agace Cuddy, parce qu'il sera long, cher et incertain.
Dans le même temps, Greta veut être traitée en secret pour ne pas ruiner ses espoirs de devenir astronaute. Ses symptômes sont : synesthésie, augmentation des globules rouges et détresse respiratoire. Quand Greta fait une crise cardiaque dans un caisson hyperbare, Lawrence Kutner n'hésite pas à lui faire des électrochocs, lui infligeant des brûlures. Une autre candidate, Amber Volakis, parvient par une ruse à provoquer le départ de plusieurs candidats. Entre-temps, House aperçoit Chase, puis Cameron. Wilson pense que House culpabilise, mais House ne le pense pas.
Les examens sont impossibles à faire, car ils laissent des marques. Chris Taub, un ancien chirurgien plastique, suggère de lui mettre des implants mammaires pour couvrir une chirurgie exploratoire des poumons.
- La synesthésie éprouvée par la patiente est représentée par des gros plans sur son œil, ainsi que des plans impliquant un « toit » et un « plancher » de couleurs très vives, se rejoignant à l'horizon, et donnant une impression de vitesse par leur défilement. Cette scène fait référence à l'avant-dernière scène du film 2001, l'Odyssée de l'espace de Stanley Kubrick, mettant en jeu des effets spéciaux très similaires.[réf. nécessaire]
- Cet épisode est marqué par le début de la sélection de recrutement de l'équipe de House. Foreman apparaît seulement quelques secondes, en tant qu'hallucination.

### Épisode 3:97 secondes
- États-Unis : 9 octobre 2007 sur FOX
- Belgique : 6 mai 2008 sur RTL-TVi
- Suisse : 28 août 2008 sur TSR1
- France : 25 février 2009 sur TF1

- États-Unis : 18,03 millions de téléspectateurs[6] (première diffusion)

- Brian Klugman (Stark)
- Anne Dudek (Amber)
- Olivia Wilde (Numéro Treize)
- Peter Jacobson (Taub)
- Kal Penn (Kutner)
- Carmen Argenziano (Henry)
- Edi Gathegi (Cole)
- Andy Comeau (Brennan)
- Meera Simhan (Jody)
- Melinda Dahl (Jumelle 15A)
- Caitlin Dahl (Jumelle 15B)
- Charlie Hofheimer (Almore)
- Kathleen York (Dr Schaffer)
- Mary Kate Schellhardt (Jeune femme de l'équipe de Foreman)
- Reynaldo Rosales (Beau garçon de l'équipe de Foreman)
- Douglas Spain (Latino de l'équipe de Foreman)
- Bobbin Bergstrom (Infirmière)

Les dix derniers candidats se livrent une bataille féroce lorsque House les divise en deux équipes (hommes contre femmes). Ils ont pour tâche de diagnostiquer et traiter Stark, un homme en fauteuil roulant atteint d'amyotrophie spinale. Au fur et à mesure que les deux équipes veulent se surpasser l'une l'autre, des complications surviennent.
De son côté, Foreman dirige sa propre équipe dans un autre hôpital et recourt à un traitement « housien » pour venir en aide à un patient : convaincu de son diagnostic, il fait un examen à sa patiente, que sa supérieure lui a interdit de faire.
À Princeton-Plainsboro, "numéro 13" suggère une strongyloïdose et lui donne des médicaments, mais l'affrontement entre garçons et filles empêche le traitement et d'autres hypothèses sont proposées, dont un cancer de la glande colorant l'iris. Trouvant les garçons moins réactifs, House confie le cas à l'équipe des filles. En consultation, House rencontre un patient qui enfonce son couteau dans une prise électrique et explique à son réveil qu'il a été renversé par un chauffard ivre quelques jours auparavant et a entendu les ambulanciers dire qu'il est mort durant 97 secondes, les meilleures de sa vie ; il voulait reproduire l'expérience. De son côté, Stark succombe à une pneumonie à éosinophiles. House enfonce le couteau du patient dans une prise électrique, il est réanimé après être resté mort pendant une minute. Alors qu'il veut parler au patient des consultations pour lui raconter son expérience, Wilson lui apprend qu'il est mort une heure auparavant ("il semblerait qu'il soit déconseillé de s'électrocuter quelques jours après avoir reçu de graves lésions internes", dira Wilson avec cynisme). Remis sur pied, House apprend le décès de Stark, et se demande où sont passés les médicaments. Peu de temps après, le chien du patient meurt, et House trouve le gobelet qui contenait les pilules derrière un meuble : l'animal est mort de la prise de médicaments, et non de détresse. L'autopsie révèle la strongyloïdose diagnostiquée par "numéro 13". Les candidates filles, excepté "numéro 13" (les jumelles et Jody), sont renvoyées sur-le-champ.

### Épisode 4:Les Revenants
- États-Unis : 23 octobre 2007 sur FOX
- Belgique : 6 mai 2008 sur RTL-TVi
- Suisse : 28 août 2008 sur TSR1
- France : 25 février 2009 sur TF1

- États-Unis : 18,10 millions de téléspectateurs[7] (première diffusion)

- Azura Skye (Irene)
- Anne Dudek (Amber)
- Olivia Wilde (Numéro Treize)
- Peter Jacobson (Taub)
- Kal Penn (Kutner)
- Carmen Argenziano (Henry)
- Edi Gathegi (Cole)
- Andy Comeau (Brennan)
- Caroline Lagerfelt (Connie)
- Scott Alan Smith (Dr Brady)
- Tom Wright (en) (Dr Pilcher)
- Kenneth White (Vieil homme)
- Jerry Hauck (Martin)
- Vince Deadrick Jr. (M. Franklin)
- Jose Vasquez (Agresseur)

Irene, une esthéticienne funéraire, s'occupe d'un de ses cadavres quand elle a une hallucination : un des cadavres sur lequel elle travaille la viole. Son employeur surgit après l'hallucination et la voit convulser. Irene se met à voir sa mère, morte depuis 20 ans, ainsi que d'autres morts.
House appelle les derniers candidats sur ce cas, et laisse entendre que l'un d'entre eux n'est pas médecin. Les candidats savent lequel d'entre eux n'est pas médecin, mais House lui fait plus confiance qu'aux autres. Il se montre en effet plus malin que le reste de l'équipe (il réussit à entrer dans l'appartement de la patiente sans fraude), et se situe au même niveau de pensée de House. "Numéro 13" est troublée quand Irene parle d'un homme mort en fauteuil roulant, profil correspondant à Stark, le patient de l'épisode précédent. Elle trouve plus tard le collier du chien mort de Stark près de "numéro 13". Pour House, en interrogeant Irene sur sa mère, il en déduit que la mère est morte de la maladie de Parkinson, et qu'Irene souffrirait d'une forme précoce.
House fait un pari avec Cameron sur la capacité de Cole, un candidat noir mormon, à encaisser les humiliations de House. Mais ce dernier sera frappé par Cole quand il dira que Joseph Smith est un imposteur. Amber trouve alors ce qu'a Irene : ergotisme, car elle mange bio, donc du pain de seigle non traité. Foreman revient travailler au Princeton-Plainsboro, après avoir été refusé dans trois autres hôpitaux pour ses actes à la House.

### Épisode 5:Miroir, miroir
- États-Unis : 30 octobre 2007 sur FOX
- Belgique : 13 mai 2008 sur RTL-TVi
- Suisse : 4 septembre 2008 sur TSR1
- France : 4 mars 2009 sur TF1

- États-Unis : 17,29 millions de téléspectateurs[8] (première diffusion)

- Frank Whaley (James/M. X)
- Anne Dudek (Amber)
- Olivia Wilde (Thirteen)
- Peter Jacobson (Taub)
- Kal Penn (Kutner)
- Andy Comeau (Brennan)
- Edi Gathegi (Cole)
- Luke Baybak (Tony)
- Brendan Michael Coughlin (Mickey)
- Bobbin Bergstrom (Infirmière)

### Épisode 6:En mission spéciale
- États-Unis : 6 novembre 2007 sur FOX
- Belgique : 13 mai 2008 sur RTL-TVi
- Suisse : 4 septembre 2008 sur TSR1
- France : 4 mars 2009 sur TF1

- États-Unis : 18,17 millions de téléspectateurs[9] (première diffusion)

- Amy Dudgeon (Casey)
- Anne Dudek (Amber)
- Olivia Wilde (Numéro Treize)
- Peter Jacobson (Taub)
- Kal Penn (Kutner)
- Andy Comeau (Brennan)
- Edi Gathegi (Cole)
- Thomas F. Wilson (Lou)
- Michael Michele (Samira Terzi)
- Holmes Osborne (Curtis)
- Joel Bissonnette (en) (John)
- Chad Willett (en) (Brian Smith)
- Nick Warnock (Reporter)
- Bobbin Bergstrom (Infirmière)

- Casey : hyperthermie, puis empoisonnement au thallium par Brennan
- John : empoisonnement au Sélénium

### Épisode 7:Trop belle, trop bête?
- États-Unis : 13 novembre 2007 sur FOX
- Belgique : 20 mai 2008 sur RTL-TVi
- Suisse : 11 septembre 2008 sur TSR1
- France : 10 mars 2009 sur TF1

- États-Unis : 16,95 millions de téléspectateurs[10] (première diffusion)

- Khleo Thomas (Kenny)
- Michael Michele (Samira Terzi)
- Laurie Fortier (Darnell)
- Michael Whaley (Joe)
- Adam Pilver (Chirurgien craniofacial)
- Michael Adler (Patient des Urgences)
- David Campbell (Chirurgien plastique)
- David Um Nakase (Médecin)
- Mandy Schneider (Jolie femme)
- Lily Howe (Jenny)
- Troy Vincent (Le père de Kenny)
- Bobbin Bergstrom (Infirmière)

### Épisode 8:La Part de mystère
- États-Unis : 20 novembre 2007 sur FOX
- Belgique : 20 mai 2008 sur RTL-TVi
- Suisse : 11 septembre 2008 sur TSR1
- France : 10 mars 2009 sur TF1

- États-Unis : 16,88 millions de téléspectateurs[11] (première diffusion)

- Steve Valentine (Flynn)
- Noelle Drake (Ilana)
- Joe Ochman (Chirurgien)
- Mandy McMillian (Infirmière N°1)
- Adria Johnson (Infirmière N°2)
- Bobbin Bergstrom (Infirmière)

### Épisode 9:Les Jeux sont faits
- États-Unis : 27 novembre 2007 sur FOX
- Belgique : 27 mai 2008 sur RTL-TVi
- Suisse : 18 septembre 2008 sur TSR1
- France : 18 mars 2009 sur TF1

- États-Unis : 16,96 millions de téléspectateurs[12] (première diffusion)

- Jeremy Renner (Jimmy Quidd)
- Matt DeCaro (McKenna)
- Nick McCallum (Fred)
- Eli Bildner (Chris)
- Alex Weed (Ian)
- Boris Kievsky (Propriétaire du Club)
- Raf Mauro (Médecin)
- Darren S. Kim (Parent N°1)
- Dina Defterios (Luisa Maria)
- Justin Brannock (Rex)
- Tanika Brown McKelvy (Parent N°2)
- Kes Reed Miller (Enfant N°1)
- Olivia Everhard (Enfant N°2)
- Spencer Bridges (Enfant N°3)
- Bobbin Bergstrom (Infirmière)

Le guitariste d'un groupe punk se met à vomir du sang. Cuddy exige que House nomme deux candidats pour son équipe définitive. Foreman pense que le patient développe des symptômes dus à la drogue, tout comme Amber, mais numéro 13 pense à des diagnostics sans rapports avec la drogue. Peu à peu, les symptômes se compliquent : insuffisance respiratoire et embolie. Taub pense qu'un vaisseau cardiaque mal placé comprime la trachée. Amber exprime de la haine envers le patient, contrairement à "numéro 13".
- Fin du recrutement, la nouvelle équipe de House et Foreman est constituée à la fin de l'épisode.

### Épisode 10:La Vérité, rien que la vérité?
- États-Unis /  Canada : 29 janvier 2008 sur FOX / Global
- Belgique : 3 juin 2008 sur RTL-TVI
- Suisse : 18 septembre 2008 sur TSR1
- France : 18 mars 2009 sur TF1

- États-Unis : 22,56 millions de téléspectateurs[13] (première diffusion)
- Canada : 2,305 millions de téléspectateurs[14]

- Janel Moloney (Maggie)
- Liana Liberato (Jane)
- Cheyenne Wilbur (Pasteur)
- Scotty Maguire (Spectateur)
- Jennifer Hall (Melanie)
- Anthony Starke (Roger)
- Bobbin Bergstrom (Infirmière)

### Épisode 11:Celle qui venait du froid
- États-Unis /  Canada : 3 février 2008 sur FOX / Global
- Belgique : 10 juin 2008 sur RTL-TVi
- Suisse : 25 septembre 2008 sur TSR1
- France : 25 mars 2009 sur TF1

- États-Unis : 29,04 millions de téléspectateurs[13] (première diffusion)
- Canada : 1,294 million de téléspectateurs[14]
- France : 10,2 millions de téléspectateurs[15]

- Mira Sorvino (Dr Cate Milton)
- Jeff Hephner (Sean)
- Bobbin Bergstrom (Infirmière)

Un ouvrier de base polaire, Sean, a son artère fémorale sectionnée par une pale d'éolienne. Cate Milton, le médecin psychiatre de la station, l'emmène à l'abri pour le soigner, mais elle a subitement mal au ventre et se met à vomir. Les conditions météo empêchant son rapatriement, House et son équipe se retrouvent obligés de communiquer avec elle par vidéo. L'équipe suspecte un calcul rénal phospho-ammoniaco-magnésien d'origine infectieuse. Pendant ce temps, House envoie son équipe faire pression sur Cameron pour qu'elle demande à l'administration de mettre le câble aux télévisions de l'hôpital. Cate ne prend pas les médicaments que House veut qu'elle prenne : la base disposant d'un stock limité, elle préfère que Sean, asthmatique, en profite alors qu'ils ne sont pas sûrs qu'elle en ait besoin. Mais alors qu'elle s'énerve contre eux, elle a du mal à respirer : collapsus pulmonaire. Elle s'en sort mais ceci proscrit le calcul rénal. Foreman suspecte ensuite une tumeur, et fait passer des radios à Cate. Pendant que Wilson les examine, House lui fait remarquer qu'il porte une chemise lavande, qu'il aurait mise pour quelqu'un. Foreman et Wilson cherchent un colorant pour la biopsie de la masse qu'ils ont repérée, pendant que House examine Cate depuis chez lui. Cate doit faire elle-même la biopsie, pendant laquelle House l'appelle par son prénom et lui demande comment elle va. Le cancer est éloigné et House pense à une auto-immunité : il faudrait de la prednisone (cortisone GE), mais Cate refuse de la prendre sans preuve. Foreman lui dit alors de sortir : si c'est une maladie auto-immune, elle devrait aller mieux dans le froid. Mais elle tombe dans le coma avant de sortir. Il faut maintenant compter sur Sean pour les examens. House suggère qu'il boive son urine, qui a le goût d'eau : c'est un problème cérébral. Lorsqu'on lui perce le crâne, on sait qu'il s'agit d'une hypertension intra-crânienne.

### Épisode 12:Virage à 180°
- États-Unis /  Canada : 5 février 2008 sur FOX / Global
- Belgique : 17 juin 2008 sur RTL-TVi
- Suisse : 25 septembre 2008 sur TSR1
- France : 25 mars 2009 sur TF1

- États-Unis : 23,15 millions de téléspectateurs[16] (première diffusion)
- Canada : 2,017 millions de téléspectateurs[17]
- France : 10 millions de téléspectateurs[15]

- Laura Silverman (Roz)
- Eyal Podell (Yonatan)
- Faye DeWitt (Mme Silver)
- Karen Strassman (Invitée au mariage N°1)
- Heather Sher (Invitée au mariage N°2)
- Bobbin Bergstrom (Infirmière)

Lors de son mariage, une femme est prise d'un malaise précédé d'un saignement. Avant elle était productrice de musique et prenait de l'héroïne. Mais depuis qu'elle s'est convertie au judaïsme hassidique, elle a changé de vie, ce que House refuse de croire. House se mêle de plus en plus à l'histoire entre Amber et Wilson, du moins jusqu'à ce qu'il remarque qu'Amber a le même comportement que House avec Wilson, sauf qu'il couche avec elle.

### Épisode 13:Trop gentil pour être vrai
- États-Unis /  Canada : 28 avril 2008 sur FOX / Global
- Belgique : 28 octobre 2008 sur RTL-TVI
- Suisse : 2 octobre 2008 sur TSR1
- France : 7 avril 2009 sur TF1

- États-Unis : 14,51 millions de téléspectateurs[18] (première diffusion)
- Canada : 2,073 millions de téléspectateurs[19]

- Anne Dudek (Amber)
- Paul Rae (Jeff)
- Chad Morgan (Deb)
- Marwan Ghazali (Livreur)
- Chris Emerson (Jeune homme)
- Dina Defterios (Luisa Maria)
- Bobbin Bergstrom (Infirmière)

- Cet épisode commence par un gros plan sur une pancarte "On Strike" ("En grève"). Bien que faisant partie du scénario, ceci est probablement une référence à la grève des scénaristes.[réf. nécessaire]
- Le titre original de cet épisode fait également référence à une chanson d'Alice Cooper.

### Épisode 14:Pour l'amour du soap
- États-Unis /  Canada : 5 mai 2008 sur FOX / Global
- Belgique : 28 octobre 2008 sur RTL-TVI
- Suisse : 2 octobre 2008 sur TSR1
- France : 7 avril 2009 sur TF1

- États-Unis : 13,26 millions de téléspectateurs[20] (première diffusion)

- Jason Lewis (Evan Greer)
- Anne Dudek (Amber Volakis)
- Kristina Anapau (Marie)

### Épisode 15:Dans la tête de House…
- États-Unis /  Canada : 12 mai 2008 sur FOX / Global
- Belgique : 4 novembre 2008 sur RTL-TVI
- Suisse : 9 octobre 2008 sur TSR1
- France : 15 avril 2009 sur TF1

- États-Unis : 14,84 millions de téléspectateurs[21] (première diffusion)
- Canada : 2,296 millions de téléspectateurs[22]

- Anne Dudek (Amber Volakis)
- Julie Ariola (Infirmière Dickerson)
- Fred Durst (Barman)
- Ivana Miličević (Femme en noir)

- House : amnésie causée par un œdème au cerveau
- Le chauffeur du bus : embolie gazeuse

### Épisode 16:…Dans le cœur de Wilson
- États-Unis /  Canada : 19 mai 2008 sur FOX / Global
- Belgique : 4 novembre 2008 sur RTL-TVI
- Suisse : 9 octobre 2008 sur TSR1
- France : 15 avril 2009 sur TF1

- États-Unis : 16,16 millions de téléspectateurs[23] (première diffusion)

- Anne Dudek (Amber Volakis)
- Dan Desmond (Dr Richmond)
- Jennifer Crystal Foley (Rachel Taub)
- Fred Durst (Barman)
- Bobbin Bergstrom (Infirmière)

Dans l'hôpital où Amber a été emmenée à la suite de l'accident de bus (voir l'épisode précédent), Wilson demande son transfert à Princeton-Plainsboro. Elle fait une crise cardiaque dans l'ambulance mais Wilson préfère la réfrigération au défibrillateur. House, durant ses tours de sommeil, essaie de se souvenir de quoi elle peut bien mourir. Wilson, floué par ses sentiments pour Amber, préfère la prudence. Amber fait d'abord un ictère : son foie lâche ; puis un rash dans le bas des reins, gravement lésés dans l'accident. Wilson évoque une possible infection par une tique et Foreman, sous le couvert de Cuddy mais contre l'avis de House et de Wilson, décide de la mettre sous doxycycline et de relancer son cœur. Le cerveau est alors atteint.
Lorsque la fièvre pourprée des Montagnes Rocheuses est envisagée, Wilson privilégie à nouveau la prudence. Il demande à House de faire un test de stimulation électrique de l'hypothalamus, et ce dernier se souvient alors de tout : il était dans un bar, mais comme il était ivre, le barman lui a confisqué ses clés. Il a ensuite appelé Wilson pour qu'il passe le prendre mais c'est Amber qui est venue ; tous deux ont pris le bus et les symptômes grippaux d'Amber sont apparus. C'est l'amantadine qu'elle a pris qui est devenue mortelle lorsque ses reins ont été détruits. Le médicament, faute d'avoir été éliminé par son organisme, s'est fixé aux protéines sanguines, rendant la dialyse complètement inefficace et la condamnant. Puis House convulse.